# Pizza di Pasqua
La pizza di Pasqua (in alcune zone chiamata anche crescia di Pasqua o torta di Pasqua o torta al formaggio, pizza de cacio o crescia brusca o ciaccia col formaggio) è un pane salato lievitato tipico di molte zone del centro Italia a base di farina, uova, pecorino, parmigiano, tradizionalmente servito a colazione la mattina di Pasqua, oppure come antipasto durante il pranzo pasquale, accompagnato da uova sode benedette, ciauscolo e vino rosso o, ancora, servito nel picnic della Pasquetta.
Dalla tipica forma a panettone, la pizza di Pasqua al formaggio è un prodotto tipicamente marchigiano, ma anche umbro (dove ha ottenuto il riconoscimento P.A.T., ovvero prodotto agroalimentare tradizionale) ed abruzzese. Ne esiste anche una variante dolce.
La particolarità di questo prodotto è la forma, data dallo stampo particolare in cui si fa lievitare e poi cuocere in forno: originariamente in coccio, oggi in alluminio, esso presenta una forma svasata.

## Etimologia
La denominazione "pizza" è qui da intendersi non nell'accezione recente diffusasi in Italiano tramite la lingua napoletana, ma in quella originale latina medievale di focaccia, e lascia quindi supporre un'origine antica del piatto. Il termine piza nel latino medievale è attestato per la prima volta nel 966 a Napoli e nel 997 a Gaeta, e veniva usato anche per designare cibi cerimoniali cucinati per la Pasqua come le pizze pasquali. Preparazioni analoghe ("Pizza alla rustica", "Pizza di Ricotta") sono riportate in manuali di cucina del primo '800 come quello di Vincenzo Agnoletti. Un caso analogo è la pizza dolce di Beridde, un dolce tradizionale della cucina ebraico-romanesca.

## Origini
Si dice che la pizza di Pasqua abbia avuto origine in epoca medievale ad opera delle monache del monastero anconetano di Santa Maria Maddalena di Serra de' Conti e che il nome crescia (con cui è conosciuta in tutto il territorio marchigiano) faccia semplicemente riferimento alla notevole "crescita" dell'impasto, ovvero al processo di lievitazione, durante la cottura in forno.
Le notizie più antiche sulla preparazione della crescia di Pasqua si trovano in un ricettario scritto dalle monache e risalente al 1848, intitolato  Memorie delle cresce di Pasqua fatte nel 1848 e, più tardi, in un ricettario anonimo lauretano del 1864 intitolato Il cuoco delle Marche.

## La ricetta nei secoli

### Ricetta antica
Dagli antichi ricettari risalenti all'800 è riportata la seguente ricetta: «per 3 cresce, e una per il Padre confessore, ci vuole farina 16 libbre, un mezzo di latte, ova 40, 3 oncie di sale, pepe, un'oncia e mezza grassa, 3 libbre di formaggio secco e 8 fresco, compreso con gli occhi, 2 fogliette d'olio, e mezzo Paolo di zafferano buono, e questa dose basta per 24 persone e il P. Confessore». Le 40 uova previste in questa ricetta dovevano ricordare i 40 giorni di quaresima.
Una ricetta riportata nelle Memorie delle cresce di Pasqua fatte nel 1848, invece, indica: «farina 50 libre, formaggio vecchio grattato 10 libre, formaggio fresco a giudizio, latte 3 boccale e mezzo, olio 4 libre e mezzo, ovi quanti ne abbisogna, sale 1 libra e 3 oncie, pepe 3 oncie».

### Ricetta moderna
A tutt'oggi gli ingredienti principali sono farina, uova, pecorino romano grattugiato, parmigiano reggiano (oppure grana padano) grattugiato, Pecorino a pezzi, olio extra vergine di oliva, sale, pepe, lievito naturale e latte. Alcune ricette, poi, prevedono l'aggiunta di altri ingredienti, come zafferano, o la loro sostituzione con ingredienti simili, come strutto o burro al posto dell'olio e emmental a pezzi al posto del pecorino.
L'impasto deve essere lavorato molto a lungo per permettere la formazione della maglia glutinica e favorire la lievitazione. L'impasto viene poi suddiviso e messo in appositi stampi che, coperti e tenuti in luogo umido, vengono sottoposti a un lungo processo di lievitazione e poi cotti, sempre secondo la tradizione, nel forno a legna (anticamente si portavano dal fornaio a cuocere).

## Tradizione religiosa e comunitaria
Secondo la tradizione religiosa la pizza di Pasqua dovrebbe essere preparata il Giovedì o il Venerdì santo per poter essere mangiata solo a Pasqua, terminato, cioè, il periodo di digiuno e di astinenza dettato dalla quaresima.
Sino all'introduzione dei riscaldamenti moderni, le pizze venivano fatte lievitare dentro ai letti riscaldati con il prete (una slitta di legno e lamiera) contenente la brace del camino. Quindi esse venivano portate a cuocere nel forno del paese.
Una volta pronta, poi, si era soliti portare la pizza di Pasqua in chiesa, affinché venisse benedetta assieme agli altri cibi da consumarsi il giorno di Pasqua.

## Variante dolce

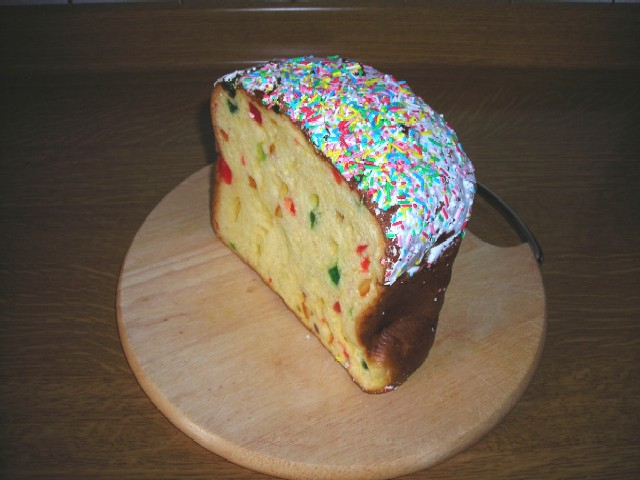
Variante dolce della pizza di Pasqua

Nelle zone umbro-marchigiane ne esiste anche una variante dolce la quale, oltre alla presenza di zucchero, con canditi o senza, presenta anche una fiocca, ovvero una glassa di meringa e perline di zuccherini.. La variante dolce è presente anche in Abruzzo, senza glassa di meringhe né perline di zuccherini, ma con l'aggiunta di uvetta e anice ai canditi.